# ハートランド物語 (テレビドラマ)
ハートランド物語（ハートランドものがたり、原題:Heartland）は、ローレン・ブルックの「ハートランド物語」を原作としたカナダのファミリードラマシリーズ。カナダでは、カナダ・CBCで2007年10月14日から、日本では、グリーンチャンネルで2011年2月28日から放送されている。なお、原作ではアメリカ・バージニア州を舞台としているが、本作品ではカナダ・アルバータ州アルバータズロッキーズ地方に舞台を移している。

## 概要
カナダ・アルバータ州にある傷ついた馬のための保養施設「ハートランド厩舎」を舞台に、母親を自動車事故で亡くした姉妹のエイミーとサマンサ、姉妹の祖父であるジャクソンが、生前の母親の夢だった傷ついた馬の療養を続けるべく奔走する内容で、エイミーを主人公に彼女の葛藤と経験を主軸に描いた青春ドラマ。

## 出演
- 以下は「配役 - 演者」の順で記載
  - エイミー・フレミング - アンバー・マーシャル
  - サマンサ・ルイーズ・フレミング - ミシェル・モーガン
  - ジャクソン・バートレット - ショーン・ジョンストン
  - タイ・ボーデン - グレアム・ウォードル
  - マロリー・ウェルズ - ジェシカ・アムリー
  - ティモシー・フレミング - クリス・ポッター
  - スコット・カーディナル - ナサニエル・アーカンド
  - リサ・スティルマン - ジェシカ・スティーン
  - ケイレブ・オデル - ケリー・ジェイムス
  - ジョージーナ・クローリー - アリーシャ・ニュートン
  - ピーター・ウォルター・モリス - ガブリエル・ホーガン

## エピソード

### シーズン5
- カナダ:2011年9月18日 - 2012年3月25日(日曜日 19:00 - (東部標準時))

|        | タイトル（邦題） | 原題                          | 監督                 | 脚本                                          |
| ------ | ---------------- | ----------------------------- | -------------------- | --------------------------------------------- |
| 第1話  |                  | Finding Freedom               | ジョン・フォーセット | ヘザー・コンキー                              |
| 第2話  |                  | Something In The Night        | ジョン・フォーセット | ディビッド・プレストン                        |
| 第3話  |                  | What's In the Name            | グラント・ハーベイ   | レイラ・バセン                                |
| 第4話  |                  | Beyond Hell's Half Mile       | グラント・ハーベイ   | ケン・クロー                                  |
| 第5話  |                  | Never Let Go                  | ディーン・ベネット   | マーク・ハルーン                              |
| 第6話  |                  | The Slippery Slope            | ディーン・ベネット   | ヘザー・コンキー                              |
| 第7話  |                  | Over the Rise                 | ティナ・グルーアル   | ケン・クロー                                  |
| 第8話  |                  | Nothing for Granted           | ティナ・グルーアル   | マーク・ハルーン                              |
| 第9話  |                  | Cover Me                      | グラント・ハーベイ   | レイラ・バセン ディビッド・プレストン         |
| 第10話 |                  | Trust                         | グラント・ハーベイ   | ヘザー・コンキー                              |
| 第11話 |                  | Fool's Gold                   | ディーン・ベネット   | マーク・ハルーン                              |
| 第12話 |                  | Road to Nowhere               | ディーン・ベネット   | ケン・クロー                                  |
| 第13話 |                  | Aftermath                     | クリス・ポッター     | レイラ・バセン                                |
| 第14話 |                  | Working On A Dream            | クリス・ポッター     | ディビッド・プレストン                        |
| 第15話 |                  | Breaking Down and Building Up | グラント・ハーベイ   | ヘザー・コンキー                              |
| 第16話 |                  | Wild Horses                   | グラント・ハーベイ   | ジェサリン・クーム アンドリュー・レッギィット |
| 第17話 |                  | True Calling                  | ディーン・ベネット   | マーク・ハルーン                              |
| 第18話 |                  | Candles in the Wind           | ディーン・ベネット   | ヘザー・コンキー                              |

### シーズン6
- カナダ:2012年9月16日 - 2013年4月7日(日曜日 19:00 - (東部標準時))

|        | タイトル（邦題） | 原題                         | 監督                   | 脚本                   |
| ------ | ---------------- | ---------------------------- | ---------------------- | ---------------------- |
| 第1話  |                  | Running Against the Wind     | ステファン・スケイニ   | ヘザー・コンキー       |
| 第2話  |                  | Crossed Signals              | ステファン・スケイニ   | ヘザー・コンキー       |
| 第3話  |                  | Keeping Up Appearances       | ディーン・ベネット     | ケン・クロー           |
| 第4話  | 天性の騎手       | The Natural                  | ディーン・ベネット     | レイラ・バセン         |
| 第5話  | 試用期間         | Trial Run                    | グラント・ハーベイ     | ディビッド・プレストン |
| 第6話  | 隠れた事情       | Helping Hands                | グラント・ハーベイ     | マーク・ハルーン       |
| 第7話  | 一度きりの人生   | Life is a Highway            | ジム・ドノバン         | レイラ・バセン         |
| 第8話  | 歩み寄り         | Do The Right Thing           | ジム・ドノバン         | マーク・ハルーン       |
| 第9話  | 大いなる希望     | Great Expectations           | ディーン・ベネット     | ヘザー・コンキー       |
| 第10話 |                  | The Road Ahead               | ディーン・ベネット     | ヘザー・コンキー       |
| 第11話 |                  | Blowing Smoke                | T・W・ピーコック       | ケン・クロー           |
| 第12話 |                  | Playing With Fire            | T・W・ピーコック       | ディビッド・プレストン |
| 第13話 |                  | Waiting For Tomorrow         | クリス・ポッター       | レイラ・バセン         |
| 第14話 |                  | Lost and Gone Forever        | クリス・ポッター       | デイビッド・プレストン |
| 第15話 |                  | After All We’ve Been Through | ステファン・レイノルズ | マーク・ハルーン       |
| 第16話 |                  | Born to Buck                 | ステファン・レイノルズ | ケン・クロー           |
| 第17話 |                  | Breaking Point               | ディーン・ベネット     | マーク・ハルーン       |
| 第18話 |                  | Under Pressure               | ディーン・ベネット     | ヘザー・コンキー       |

## 収録場所
カナダアルバータ州ハイリバーで多くのシーンが収められ、同州カルガリー近郊のスタジオでも収録が行われた。2013年6月にハイリバーを襲った洪水により番組に登場するマギーズ・ダイナーのセットが浸水する被害を被った。